# Tremor (chanson)
Pour les articles homonymes, voir Tremor.
Singles par Martin Garrix
Helicopter
(2014) Gold Skies
(2014)
Singles par Dimitri Vegas & Like Mike
Feedback
(2014) Eparrei
(2014)
Tremor est une chanson des producteurs et DJs greco-belges Dimitri Vegas & Like Mike et du producteur et DJ néerlandais Martin Garrix, extraite de son premier extended play, Gold Skies EP. Le titre est sorti en tant que 3e single de l'album le 21 avril 2014 en téléchargement numérique sur Beatport, puis le 5 mai 2014 sur iTunes. La chanson est classée en Belgique, en France et aux Pays-Bas, notamment. La chanson fait ses débuts à la 30e place du UK Singles Chart. La chanson est écrite par Dimitri Thivaios, Michael Thivaios et Martijn Garritsen.

## Clip vidéo
Tremor (Sensation 2014 Anthem) est sorti le 22 avril 2014 sur YouTube.
Martin Garrix est dans un jet Dimitri Vegas et Like Mike sont à bord d'un autre jet, pour se rendre à un club, Dimitri Vegas et Like Mike passent au loge pour aller à la scène d'un festival devant des millions spectateurs, pendant ce temps Martin Garrix se trouve à un club.

## Liste du format et édition
| 1. | Tremor (Sensation 2014 Anthem) (Radio Edit) | 3:13 |
| 2. | Tremor (Original Mix)                       | 4:54 |

## Classement hebdomadaire
| Classement (2014)                       | Meilleure position |
| --------------------------------------- | ------------------ |
| Pays-Bas (Nederlandse Top 40)           | 44                 |
| Autriche (Ö3 Austria Top 40)            | 55                 |
| Belgique (Flandre Ultratop 50 Singles)  | 3                  |
| Belgique (Wallonie Ultratop 50 Singles) | 26                 |
| France (SNEP)                           | 116                |
| Royaume-Uni (UK Singles Chart)          | 30                 |
| Royaume-Uni (UK Dance Chart)            | 10                 |
| Écosse (OCC)                            | 14                 |
| Irlande (IRMA)                          | 70                 |